# Periodo dei signori della guerra

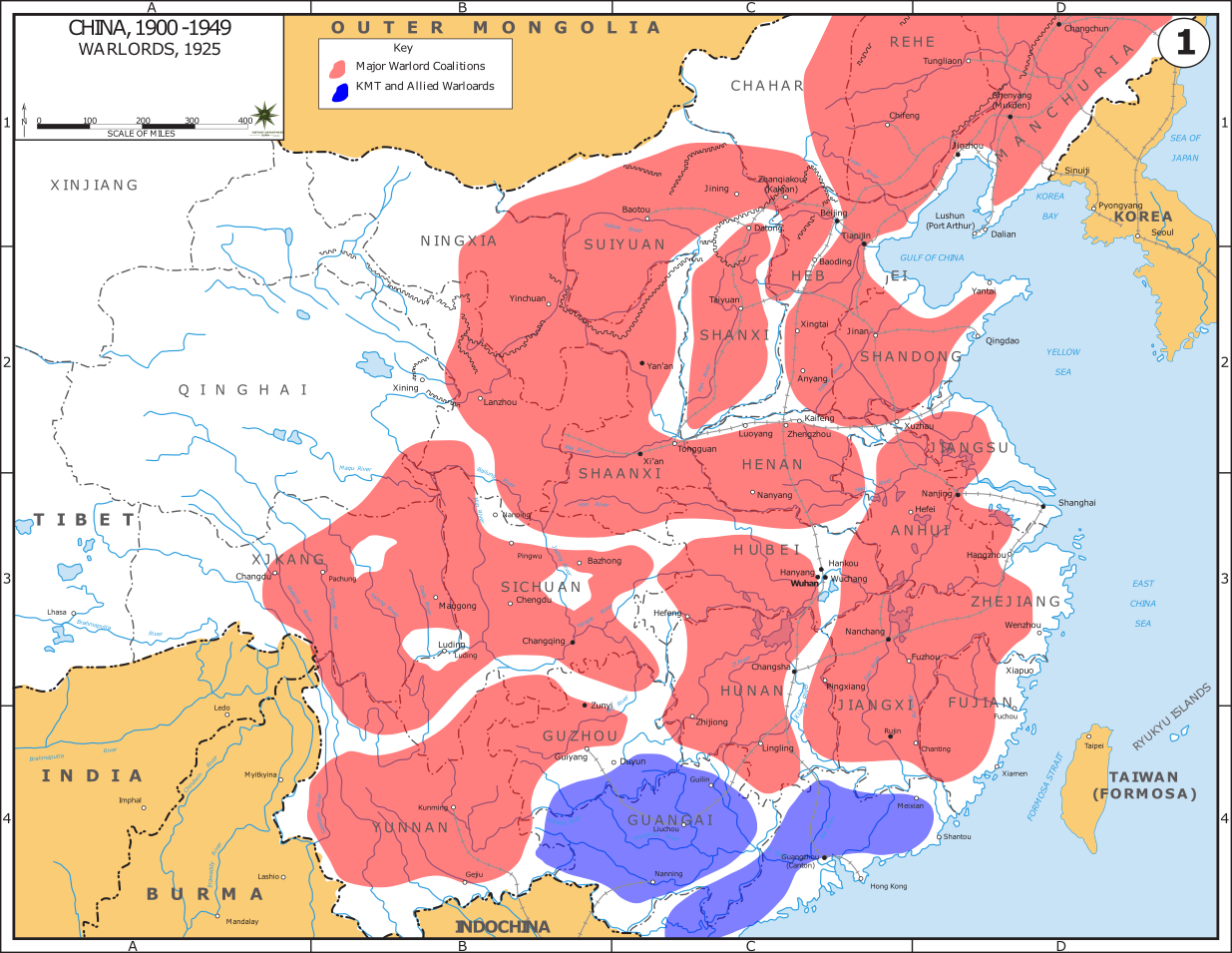
Le principali coalizioni dei signori della guerra cinesi nel 1925. L'area blu è quella controllata dal Kuomintang che in seguito avrebbe creato il governo nazionalista a Canton.

Il periodo dei signori della guerra fu il periodo della storia cinese in cui la Repubblica di Cina rimase divisa in cricche militari in costante guerra tra loro, governate dai vari signori della guerra del governo Beiyang arrivati al potere dopo la caduta della dinastia Qing dopo la Rivoluzione Xinhai del 1911.
Il periodo iniziò nel 1916 alla morte di Yuan Shikai (che aveva cercato di restaurare l'impero sotto il suo dominio), quando il potere del governo centrale della Repubblica di Cina si frammentò a favore di diversi signori della guerra locali. I membri dell'esercito Beiyang, ex collaboratori di Yuan Shikai stesso, diedero vita al fragile governo Beiyang nel nord del Paese. Il periodo di frammentazione politica si concluse nel 1928 con la vittoria della spedizione del Nord, quando le forze nazionaliste del Kuomintang, capeggiate da Chiang Kai-Shek e appoggiate dai comunisti, riuscirono a trionfare su gran parte dei signori della guerra della Cina meridionale e settentrionale. L'unità della Repubblica sotto il governo nazionalista sarebbe durata tra numerose traversie fino al 1949, quando il Kuomintang fu sconfitto dai comunisti di Mao Zedong.
Le fazioni create dai signori della guerra trovarono appoggio anche da parte di potenze straniere come il Giappone e il Regno Unito, entrambe interessate a impossessarsi di territori cinesi, da utilizzare come colonie.

## Evoluzione grafica della Cina dal 1911 al 1928

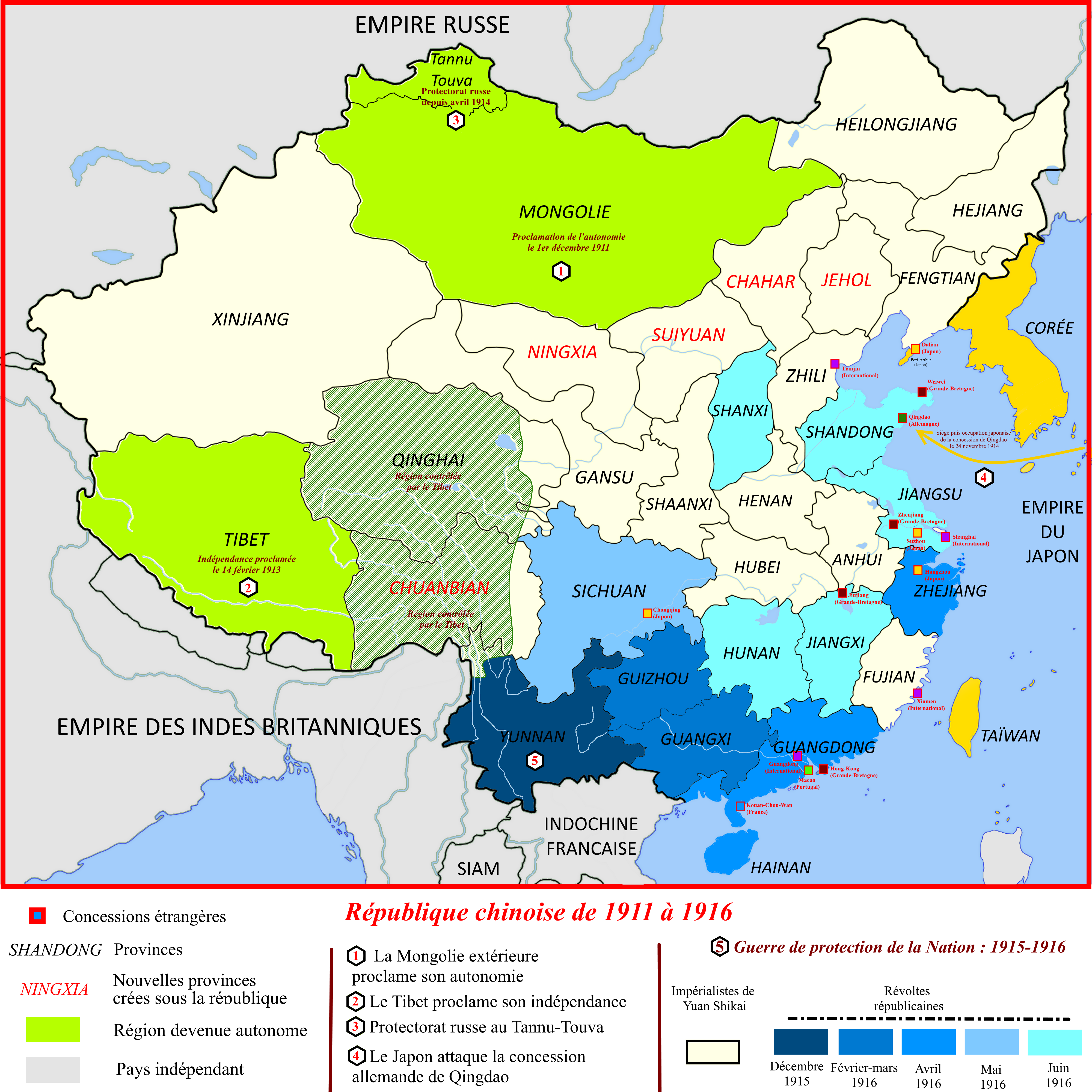
La Cina dal 1911 al 1916
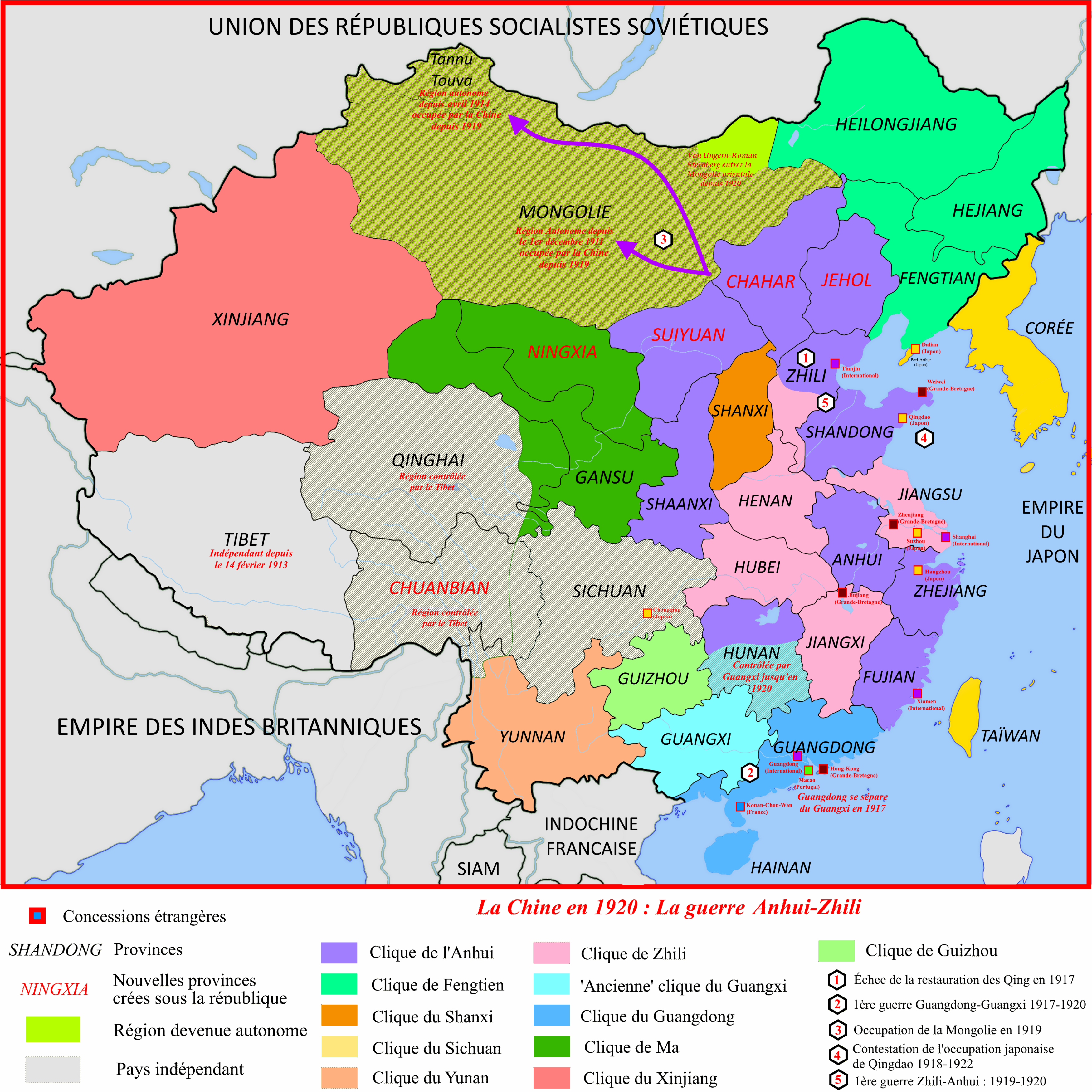
La Cina dal 1917 al 1920
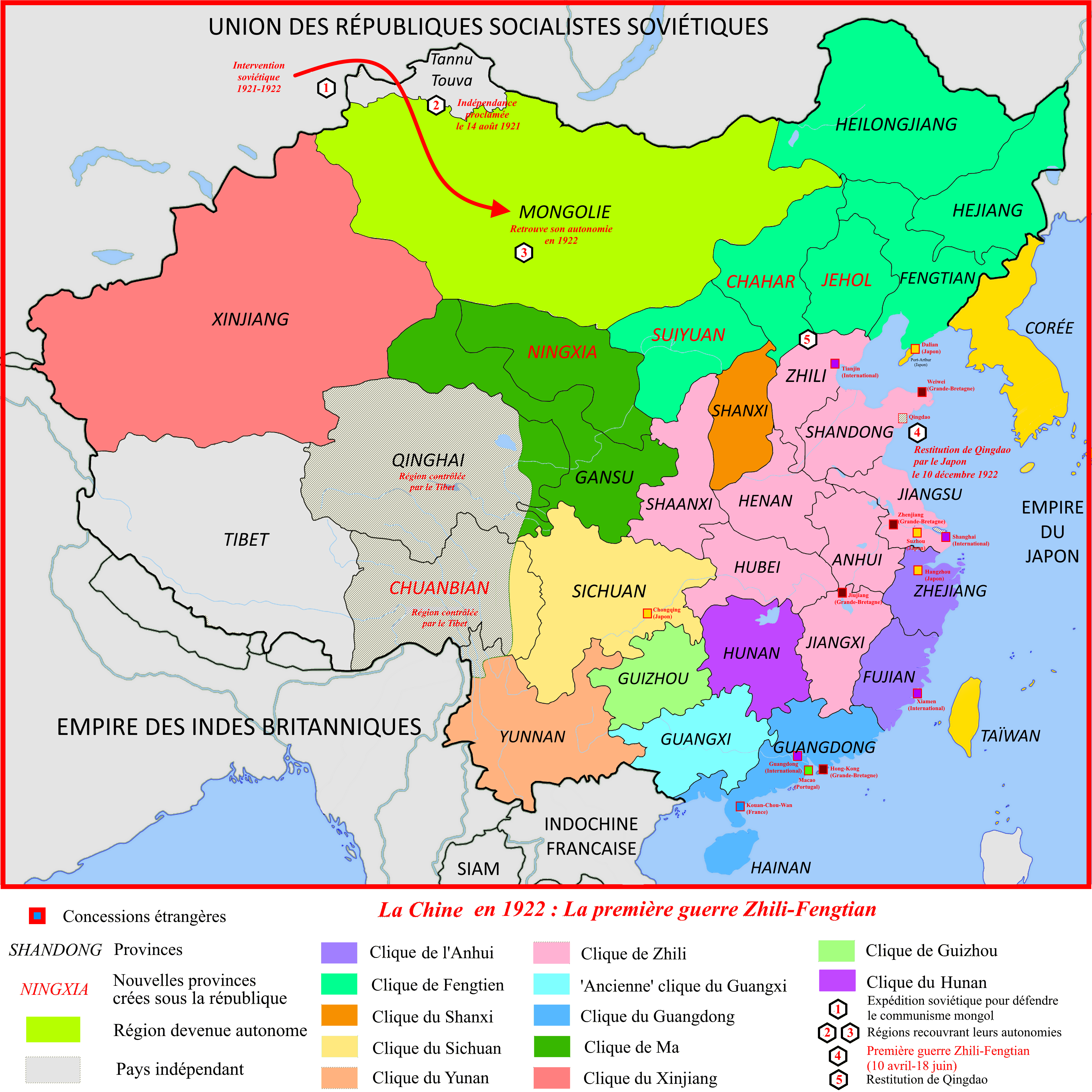
La Cina nel 1921-1922
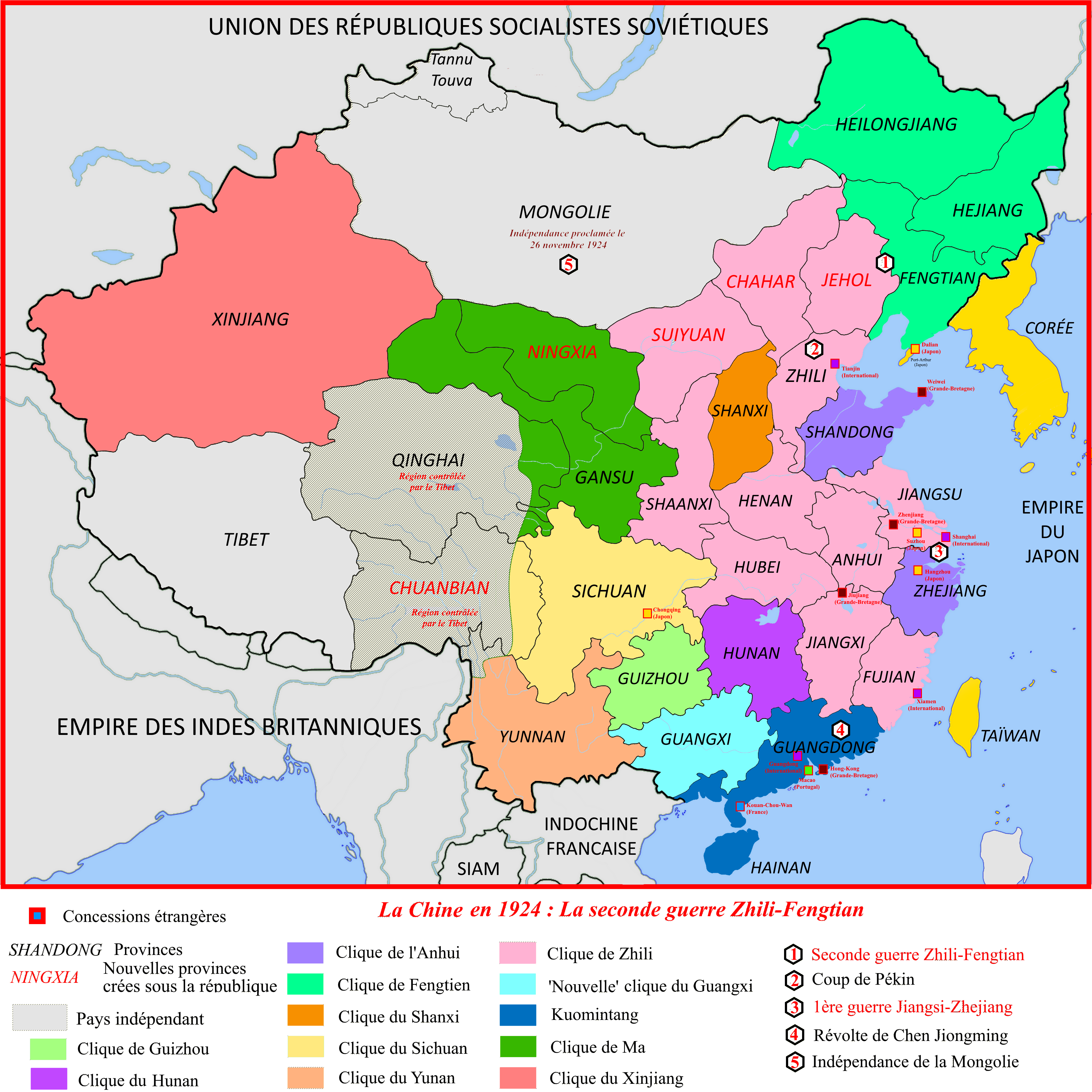
La Cina nel 1923-1924
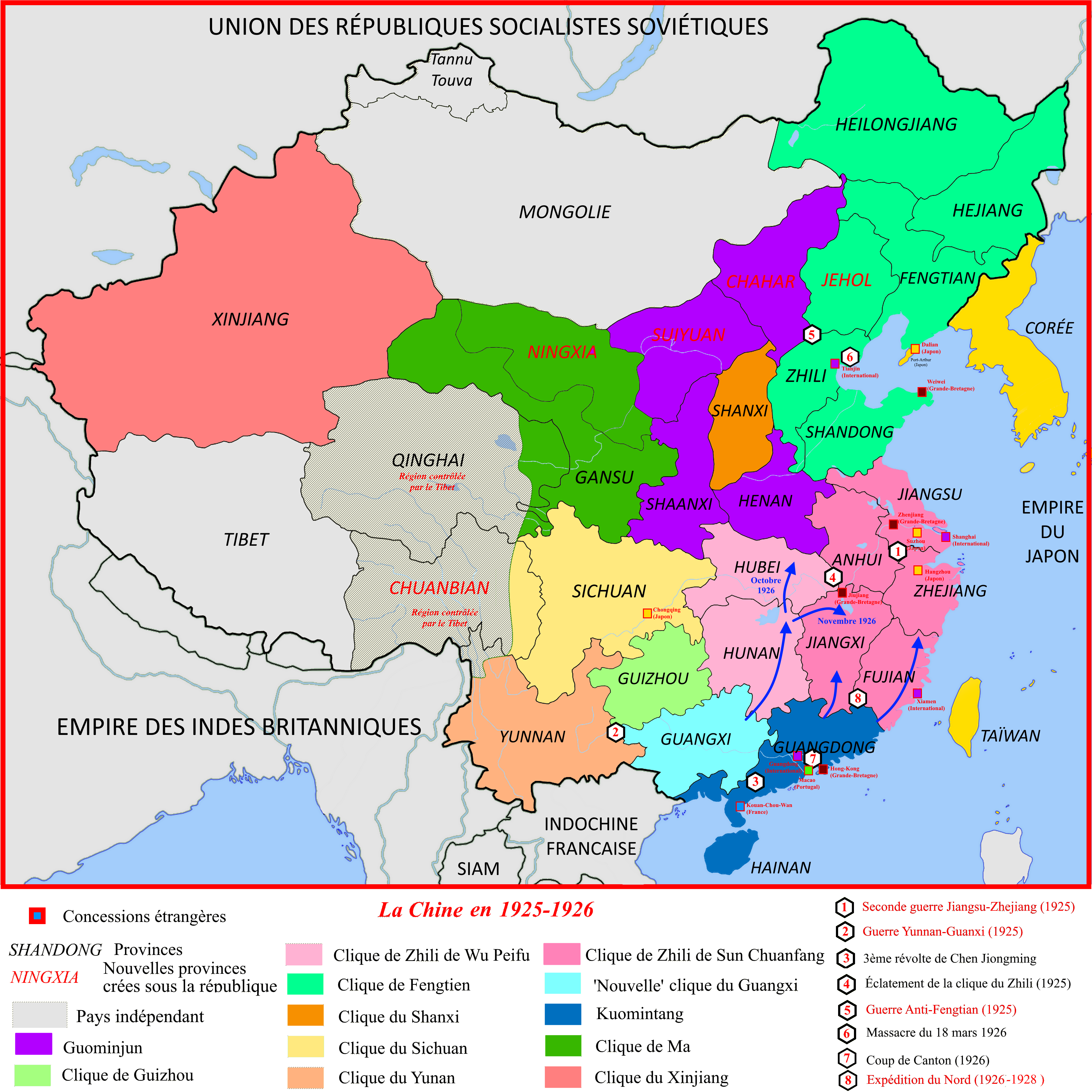
La Cina nel 1925-1926
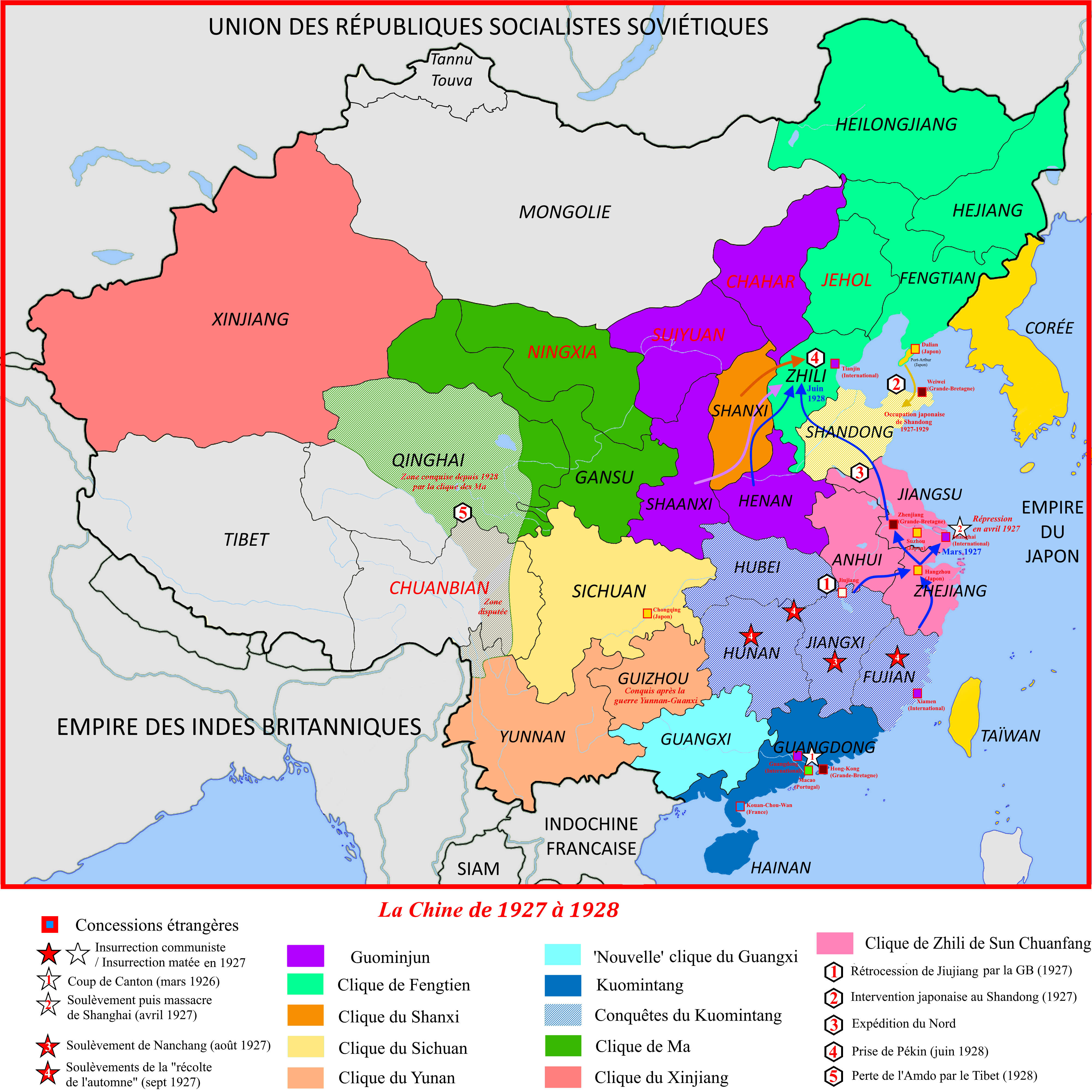
La Cina nel 1927-1928